# 徐範洙
徐範洙（：／ Seo Beom-soo，1963年9月17日—），大韓民國保守派政治人物，第21屆國會議員。兄長為徐秉洙。